# Gedangan (Sumobito)
Gedangan is een bestuurslaag in het regentschap Jombang van de provincie Oost-Java, Indonesië. Gedangan telt 2410 inwoners (volkstelling 2010).